# Saturday Night (1922)
Saturday Night is een Amerikaanse filmkomedie uit 1922 onder regie van Cecil B. DeMille. De film werd destijds uitgebracht onder de titel Zaterdagavond.

## Verhaal
Iris Van Suydam voelt zich bedrogen door Richard Prentiss. Ze trouwt daarom met haar chauffeur. Richard ziet zich vervolgens gedwongen om te trouwen met de simpele Shamrock O'Day. Door het klasseverschil lopen de beide huwelijken niet op rolletjes.

## Rolverdeling
| Acteur           | Personage              |
| ---------------- | ---------------------- |
| Leatrice Joy     | Iris Van Suydam        |
| Conrad Nagel     | Richard Prentiss       |
| Edith Roberts    | Shamrock O'Day         |
| Jack Mower       | Tom McGuire            |
| Julia Faye       | Elsie Prentiss         |
| Edythe Chapman   | Mevrouw Prentiss       |
| Theodore Roberts | Oom                    |
| Sylvia Ashton    | Mevrouw O'Day          |
| John Davidson    | Graaf Demitry Scardoff |
| James Neill      | Tompkins               |
| Winter Hall      | Professor              |
| Lillian Leighton | Mevrouw Ferguson       |